# هلپزن
هلپزن (به آلمانی: Helpsen) یک شهر در آلمان است که در شاومبورگ واقع شده‌است. هلپزن ۲٬۰۵۱ نفر جمعیت دارد.